# Associação Desportiva de Fafe
A Associação Desportiva de Fafe é um clube português, com sede na cidade de Fafe, no distrito de Braga. O clube foi fundado a 28 de Junho de 1958 e o seu atual presidente é Jorge Fernandes, que lidera uma Comissão administrativa eleita a 14 de Junho de 2013, após a demissão de Albino Salgado Pereira. 
Na época de 2015/16, participou no Campeonato Portugal de Prio - Zona Norte, prova que substitui a 2ª Divisão, sendo a 3ª Divisão extinta. Tendo alcançado com sucesso a subida à Segunda Liga de Futebol, que em 2016, por motivos de patrocínio, a liga foi renomeada para Ledman Liga PRO.

## História
A Associação Desportiva de Fafe, surge da fusão de dois grandes clubes que chegaram a conseguir grandes cometimentos no futebol regional e nacional: Sporting Clube de Fafe e Futebol Clube de Fafe em 28 de junho de 1958.
O Sporting Clube de Fafe foi fundado a 2 de janeiro de 1931, e vestia de verde e branco à semelhança do Sporting CP. Foi campeão distrital de Braga por 7 vezes: em 1938/39, 1947/48 (que ditou participação na II Divisão do Campeonato Nacional na época seguinte), 1950/51, 1953/54, 1955/56, 1956/57 e 1957/58. Depois da sua formação passou a disputava os seus jogos no Campo de S. Jorge, localizado numa das bordas do monte de S. Jorge campo esse que à época já era utilizado pelos seus rivais, o FC Fafe.
O Futebol Clube de Fafe foi fundado em 1925, vestindo de azul e branco à semelhança do FC do Porto. A sua maior conquista seria o Campeonato Distrital de Braga de 1952/53. Após a criação do SC Fafe partilhou o Campo de S. Jorge até que desentendimentos entre os 2 clubes levaram a que o FC Fafe se mudade para o Campo da Granja, situado no outro lado da vila, levando a que o clube passasse a ser conhecido pelos "Granjas". Seria neste campo onde a AD Fafe disputaria os seus primeiros jogos.
Atualmente a AD Fafe disputa os seus jogos no Parque Municipal dos Desportos de Fafe. Junto ao estádio do clube está a Piscina Municipal de Fafe, onde a secção de natação da Associação Desportiva de Fafe trabalha.
Sagrou-se Campeão Nacional da IIIª Divisão na época de 1995/96, tendo participado na 1ª divisão nacional por uma única vez, na época 1988/89.
Também na natação, o clube esteve presente na 1ª divisão por uma vez, tendo atletas campeões e recordistas nacionais, com participações em campeonatos europeus, mantendo-se atualmente em atividade com uma nova geração de campeões. Atualmente a equipa masculina participa na 3ª Divisão e a feminina na 4ª Divisão.
Em agosto de 2015, a Associação Desportiva de Fafe criou a secção de Desportos de Combate, com principal destaque para o Kickboxing, acrescentando assim esta nova modalidade às já existentes do Futebol, Futsal e Natação.

## Presidentes
| Ano(s)               | Presidente                                |
| -------------------- | ----------------------------------------- |
| 1958                 | Rogério Rodrigues de Brito                |
| 1959–1960            | Dr. Amadeu João Plácido da Silva e Castro |
| 1960–1961            | Albino Pereira Fernandes                  |
| 1962–1967            | Dr. António Marques Mendes                |
| 1967–1968            | Ângelo Salgado Medon                      |
| 1968–1970            | Dr. António Marques Mendes                |
| 1970                 | Eng. Mário Samuel Hercílio Valente        |
| 1971                 | Dr. José Manuel Ribeiro Cardoso           |
| 1972–1974            | Damião Monteiro                           |
| 1974-1976            | Eng. Mário Samuel Hercílio Valente        |
| 1976–1982            | Moisés Teixeira                           |
| 1982–1984            | João da Costa                             |
| 1984–1986            | José de Barros                            |
| 1986–1992            | João Carlos Costa Freitas                 |
| 1992                 | Comissão Administrativa                   |
| 1992-1994            | António Augusto Oliveira Nogueira         |
| 1994                 | Doutor Armindo Magalhães                  |
| 1994                 | Comissão Administrativa                   |
| 1995–1998            | Álvaro Moreira Mendes                     |
| 1998–2002            | António Lopes Silva                       |
| 2002–2003            | Dr. Carlos Alberto Martins Gonçalves      |
| 2003-2004            | Comissão de Gestão                        |
| 2005–2013 (14 junho) | Albino Salgado Pereira                    |
| 2013 (14 junho)–?    | Jorge Fernandes (Comissão de Gestão)      |
| 2015-2019            | Jorge Fernandes                           |

## Histórico
| Divisão                      | Nº de Presenças | Títulos | Temporadas                |
| ---------------------------- | --------------- | ------- | ------------------------- |
| Primeira Liga                | 1               | 0       |                           |
| Segunda Liga                 | 1               | 0       |                           |
| II Divisão                   | 35              | 0       |                           |
| Liga 3                       | 3               | 0       |                           |
| III Divisão - Nível 4        | 15              | 1       | 1995/96                   |
| Taça de Portugal             | 56              | 0       |                           |
| Taça da Liga                 | 1               | 0       |                           |
| AF Braga                     | 10              | 0       |                           |
| AF Braga Taça de Honra       | 3               | 3       | 1987/88, 1989/90, 1992/93 |
| AF Braga 1ª Divisão          | 2               | 2       | 1958/59, 1967/68          |
| AF Braga Torneio de Abertura | 2               | 2       | 1987/88, 1989/90          |

Prestações por temporada
| Temporada | Divisão/Escalão.                    | Pos. | Jg. | V  | E  | D  | GM | GS | Pts | Taça            | Treinadores                                        |
| --------- | ----------------------------------- | ---- | --- | -- | -- | -- | -- | -- | --- | --------------- | -------------------------------------------------- |
| 1958–59   | 1ª                                  | º    | 0   | 0  | 0  | 0  | 0  | 0  | 0   |                 | Fernando Fernandez Mendaña                         |
| 1959–60   | ª                                   | º    | 0   | 0  | 0  | 0  | 0  | 0  | 0   |                 | Manuel da Costa Palmeira                           |
| 1960–61   | ª                                   | º    | 0   | 0  | 0  | 0  | 0  | 0  | 0   |                 | Manuel Coelho de Barros (Nelo Barros)              |
| 1961–62   | ª                                   | º    | 0   | 0  | 0  | 0  | 0  | 0  | 0   |                 |                                                    |
| 1962–63   | ª                                   | º    | 0   | 0  | 0  | 0  | 0  | 0  | 0   |                 |                                                    |
| 1963–64   | ª                                   | º    | 0   | 0  | 0  | 0  | 0  | 0  | 0   |                 | Horácio Costa                                      |
| 1964–65   | ª                                   | º    | 0   | 0  | 0  | 0  | 0  | 0  | 0   |                 | Manuel Coelho de Barros (Nelo Barros)              |
| 1965–66   | ª                                   | º    | 0   | 0  | 0  | 0  | 0  | 0  | 0   |                 | Manuel Coelho de Barros (Nelo Barros)              |
| 1966–67   | ª                                   | º    | 0   | 0  | 0  | 0  | 0  | 0  | 0   |                 | Manuel Coelho de Barros (Nelo Barros)              |
| 1967–68   | 3ªDiv. - 1ª Série                   | 1º   | 30  | 0  | 0  | 0  | 0  | 0  | 0   |                 | Manuel Coelho de Barros (Nelo Barros)              |
| 1968–69   | 3ªDiv. - Série A                    | 5º   | 30  | 0  | 0  | 0  | 0  | 0  | 0   |                 | Manuel Coelho de Barros (Nelo Barros)              |
| 1969–70   | 3ªDiv. - Série A                    | 2º   | 22  | 0  | 0  | 0  | 0  | 0  | 0   |                 | Armando Coelho de Barros                           |
| 1970–71   | 3ªDiv. - Série A                    | 2º   | 10  | 0  | 0  | 0  | 0  | 0  | 0   |                 |                                                    |
| 1971–72   | 2ª Divisão                          | º    | 0   | 0  | 0  | 0  | 0  | 0  | 0   |                 |                                                    |
| 1972–73   | ª                                   | º    | 0   | 0  | 0  | 0  | 0  | 0  | 0   |                 | Artur Quaresma                                     |
| 1973–74   | ª                                   | º    | 0   | 0  | 0  | 0  | 0  | 0  | 0   |                 | Edmur Pinto Ribeiro                                |
| 1974–75   | ª                                   | º    | 0   | 0  | 0  | 0  | 0  | 0  | 0   |                 |                                                    |
| 1975–76   | ª                                   | º    | 0   | 0  | 0  | 0  | 0  | 0  | 0   |                 | Manuel Coelho de Barros (Nelo Barros)              |
| 1976–77   | ª                                   | º    | 0   | 0  | 0  | 0  | 0  | 0  | 0   |                 | Manuel Coelho de Barros (Nelo Barros)              |
| 1977–78   | ª                                   | º    | 0   | 0  | 0  | 0  | 0  | 0  | 0   |                 | Manuel Coelho de Barros (Nelo Barros)              |
| 1978–79   | ª                                   | º    | 0   | 0  | 0  | 0  | 0  | 0  | 0   |                 | Manuel Coelho de Barros (Nelo Barros)              |
| 1979–80   | ª                                   | º    | 0   | 0  | 0  | 0  | 0  | 0  | 0   |                 | Manuel Coelho de Barros (Nelo Barros)              |
| 1980–81   | ª                                   | º    | 0   | 0  | 0  | 0  | 0  | 0  | 0   |                 | Manuel Coelho de Barros (Nelo Barros)              |
| 1981–82   | ª                                   | º    | 0   | 0  | 0  | 0  | 0  | 0  | 0   |                 | Manuel Coelho de Barros (Nelo Barros)/Vieira Nunes |
| 1982–83   | ª                                   | º    | 0   | 0  | 0  | 0  | 0  | 0  | 0   |                 |                                                    |
| 1983–84   | ª                                   | º    | 0   | 0  | 0  | 0  | 0  | 0  | 0   |                 |                                                    |
| 1984–85   | ª                                   | º    | 0   | 0  | 0  | 0  | 0  | 0  | 0   |                 |                                                    |
| 1985–86   | ª                                   | º    | 0   | 0  | 0  | 0  | 0  | 0  | 0   |                 | Manuel Coelho de Barros (Nelo Barros)              |
| 1986–87   | ª                                   | º    | 0   | 0  | 0  | 0  | 0  | 0  | 0   |                 | Manuel Gonçalves Gomes (Prof. Neca)                |
| 1987–88   | ª                                   | º    | 0   | 0  | 0  | 0  | 0  | 0  | 0   |                 | José Rachão                                        |
| 1988–89   | 1ª Liga/Divisão                     | 16º  | 38  | 9  | 14 | 15 | 29 | 47 | 32  |                 | José Rachão / Manueo de Oliveira                   |
| 1989–90   | 2ªDiv.B - Zona Norte                | 9º   | 34  | 13 | 8  | 13 | 40 | 32 | 34  |                 |                                                    |
| 1990–91   | 2ªDiv.B - Zona Norte                | 2º   | 38  | 23 | 8  | 7  | 66 | 29 | 54  |                 |                                                    |
| 1991–92   | 2ªDiv.B - Zona Norte                | 5º   | 34  | 15 | 7  | 12 | 42 | 35 | 37  |                 |                                                    |
| 1992–93   | 2ªDiv.B - Zona Norte                | 3º   | 32  | 12 | 12 | 8  | 43 | 27 | 36  |                 |                                                    |
| 1993–94   | 2ªDiv.B - Zona Norte                | 11º  | 34  | 12 | 8  | 14 | 50 | 51 | 32  |                 |                                                    |
| 1994–95   | 2ªDiv.B - Zona Norte                | 16º  | 34  | 8  | 9  | 17 | 27 | 39 | 25  |                 |                                                    |
| 1995–96   | 3ªDiv. - Série A                    | 1º   | 34  | 21 | 11 | 2  | 67 | 22 | 74  |                 |                                                    |
| 1996–97   | 2ªDiv.B - Zona Norte                | 14º  | 34  | 11 | 8  | 15 | 42 | 45 | 41  |                 |                                                    |
| 1997–98   | 3ªDiv. - Série A                    | 1º   | 34  | 20 | 11 | 3  | 78 | 29 | 71  |                 |                                                    |
| 1998–99   | 2ªDiv.B - Zona Norte                | 3º   | 34  | 19 | 6  | 9  | 65 | 37 | 63  |                 |                                                    |
| 1999–00   | 2ªDiv.B - Zona Norte                | 8º   | 34  | 10 | 15 | 9  | 44 | 41 | 45  |                 |                                                    |
| 2000–01   | 2ªDiv.B - Zona Norte                | 20º  | 38  | 10 | 8  | 20 | 40 | 54 | 38  |                 | Francisco Vital / José Soeiro                      |
| 2001–02   | 3ªDiv. - Série A                    | 2º   | 34  | 18 | 9  | 7  | 60 | 30 | 63  |                 | José Soeiro / António Ribeiro (Valença)            |
| 2002–03   | 2ªDiv.B - Zona Norte                | 11º  | 38  | 14 | 8  | 16 | 47 | 52 | 50  |                 | António Ribeiro (Valença)                          |
| 2003–04   | 2ªDiv.B - Zona Norte                | 12º  | 36  | 9  | 16 | 11 | 33 | 37 | 43  |                 | António Ribeiro (Valença)                          |
| 2004–05   | 2ªDiv.B - Zona Norte                | 9º   | 38  | 15 | 10 | 13 | 49 | 44 | 55  |                 | António Ribeiro (Valença) / Tenev                  |
| 2005–06   | 2ªDiv.B - Zona Norte                | 5º   | 26  | 10 | 8  | 8  | 26 | 27 | 38  |                 | Tenev / Carlos Condenço                            |
| 2006–07   | 2ªDiv.B - Série A                   | 6º   | 26  | 7  | 12 | 7  | 39 | 36 | 33  | 2ª Eliminatória | Carlitos                                           |
| 2007–08   | 2ªDiv.B - Série A                   | 11º  | 32  | 13 | 6  | 13 | 30 | 36 | 29* | 3ª Eliminatória | Carlitos                                           |
| 2008–09   | 3ªDivisão - Série A                 | 4º   | 36  | 14 | 13 | 9  | 48 | 39 | 55  |                 | Carlos Condenço                                    |
| 2009–10   | 3ªDivisão - Série B                 | 2º   | 32  | 14 | 10 | 8  | 40 | 29 | 52  |                 | Carlos Condenço / Agostinho Bento                  |
| 2010–11   | 2ªDiv.B - Zona Norte                | 4º   | 30  | 23 | 7  | 10 | 40 | 33 | 46  | 3ª Eliminatória | Agostinho Bento                                    |
| 2011–12   | 2ªDiv.B - Zona Norte                | 2º   | 30  | 16 | 6  | 8  | 46 | 29 | 54  | 3ª Eliminatória | Agostinho Bento                                    |
| 2012–13   | 2ªDiv.B - Zona Norte                | 8º   | 30  | 10 | 10 | 10 | 37 | 33 | 40  | 3ª Eliminatória | Agostinho Bento                                    |
| 2013–14   | Camp.Nacional de Seniores - Série A | 3º   | 0   | 0  | 0  | 0  | 0  | 0  | 0   |                 | Agostinho Bento                                    |
| 2014–15   | Camp.Nacional de Seniores - Série A | 1º   |     |    |    |    |    |    |     |                 | Agostinho Bento                                    |
| 2015–16   | Camp.Nacional de Seniores - Série B | 1º   |     |    |    |    |    |    |     |                 | Agostinho Bento                                    |
| 2016–17   | 2ª Liga (Ledman LigaPro)            | 20º  |     |    |    |    |    |    |     |                 | Agostinho Bento / Tonau / Manuel Monteiro          |
| 2017–18   | Camp.Nacional de Seniores - Série A | 3º   |     |    |    |    |    |    |     |                 | Manuel Monteiro / Ivo Castro                       |
| 2018–19   | Camp.Nacional de Seniores - Série A | 2º   |     |    |    |    |    |    |     |                 | Ivo Castro / Álvaro Pacheco                        |

Pos = posição na tabela de classificação; Jg = partidas jogadas; V = partidas vencidas; E = partidas empatadas; D = partidas perdidas; GM = golos a favor; GS = golos sofridos; Pts = pontuação final
RESUMO - Jogos oficiais:
| Divisão/Escalão.   | Jogos | Vitórias | Empates | Derrotas | Golos-Marcados | Golos-Sofridos | Pontos |
| ------------------ | ----- | -------- | ------- | -------- | -------------- | -------------- | ------ |
| 1.ª Liga / Divisão | 38    | 9        | 14      | 15       | 29             | 47             | 32     |
| 2.ª Liga / Honra   | 42    | 11       | 12      | 19       | 52             | 65             | 45     |
| 2.ª Divisão        | 1150  | 436      | 338     | 376      | ?              | ?              | 1351   |
| 3.ª Divisão        | 361   | 171      | 103     | 73       | ?              | ?              | 510    |
| AF Braga           | ?     | ?        | ?       | ?        | ?              | ?              | ?      |
| Taça de Portugal   | 119   | 62       | 14      | 43       | 217            | 154            | -      |
| Taça da Liga       | 0     | 0        | 0       | 0        | 0              | 0              | -      |

## Equipamento e patrocínio
- Marca GSports, cor amarela e preta, com patrocínios da Edigespor, Eurogold.